# Chéry-Chartreuve
Chéry-Chartreuve è un comune francese di 340 abitanti situato nel dipartimento dell'Aisne della regione dell'Alta Francia.

## Società

### Evoluzione demografica
Abitanti censiti